# Ignas Brazdeikis
Ignas "Iggy" Brazdeikis (Kaunas; 8 de enero de 1999) es un baloncestista lituano nacionalizado canadiense que pertenece a la plantilla del Zalgiris Kaunas de la LKL de Lituania. Con 1,98 metros de estatura, ocupa la posición de alero.

## Trayectoria deportiva

### Universidad
Jugó una temporada con los Wolverines de la Universidad de Míchigan, en la que promedió 14,8 puntos y 5,4 rebotes por partido. Fue elegido freshman del año de la Big Ten Conference por los entrenadores y la prensa especializada, e incluido en el segundo mejor quinteto de la conferencia.
El 9 de abril de 2019 anunció que se presentaría al Draft de la NBA, renunciando al año que le quedaban de carrera.

#### Estadísticas
| Año     | Equipo   | PJ | PT | MPP  | %TC  | %3P  | %TL  | RPP | APP | ROB | TPP | PPP  |
| ------- | -------- | -- | -- | ---- | ---- | ---- | ---- | --- | --- | --- | --- | ---- |
| 2018–19 | Michigan | 37 | 37 | 29.6 | .462 | .392 | .773 | 5.4 | .8  | .7  | .5  | 14.8 |

### Profesional

Brazdeikis con Michigan en 2018.

#### NBA
Fue elegido en la cuadragésimo séptima posición del Draft de la NBA de 2019 por Sacramento Kings, pero posteriormente sus derechos fueron traspasados a los New York Knicks a cambio de los de Kyle Guy, la elección 55.
El 25 de marzo de 2021 es traspasado a los Philadelphia 76ers en un acuerdo a tres bandas. Solo disputó un partido antes de ser despedido el 8 de abril.
El 2 de mayo de 2021 firmó un contrato de diez días con los Orlando Magic. El 12 de mayo le firman por lo que resta de temporada, en la que juega 8 encuentros. Y el 10 de agosto firma un contrato dual para la siguiente temporada.

#### Europa
El 24 de julio de 2022, deja Orlando, para fichar por el Žalgiris Kaunas de Lituania.
El 24 de septiembre de 2023, firma un contrato de tres años con el Olympiacos griego.
El 24 de julio de 2024 regresó a Žalgiris, firmando un contrato de dos años.

## Estadísticas de su carrera en la NBA

### Temporada regular
| Año     | Equipo       | PJ | PT | MPP  | %TC  | %3P  | %TL   | RPP | APP | ROB | TPP | PPP  |
| ------- | ------------ | -- | -- | ---- | ---- | ---- | ----- | --- | --- | --- | --- | ---- |
| 2019-20 | New York     | 9  | 0  | 5.9  | .273 | .111 | .800  | .6  | .4  | .0  | .1  | 1.9  |
| 2020-21 | New York     | 4  | 0  | 1.8  | .000 | —    | 1.000 | .5  | .3  | .0  | .0  | .5   |
| 2020-21 | Philadelphia | 1  | 0  | 8.0  | .000 | .000 | —     | 2.0 | .0  | .0  | .0  | .0   |
| 2020-21 | Orlando      | 8  | 0  | 29.3 | .443 | .407 | .667  | 5.1 | 2.0 | .5  | .4  | 11.1 |
| 2021-22 | Orlando      | 42 | 1  | 12.8 | .431 | .310 | .656  | 1.7 | .9  | .2  | .1  | 5.0  |
| Total   | Total        | 64 | 1  | 13.1 | .416 | .315 | .686  | 1.9 | .9  | .2  | .1  | 5.0  |

## Selección nacional

### Canadá
Brazdeikis jugó con el combinado júnior canadiense en el Campeonato FIBA Américas Sub-16 de 2015, donde ganaron la plata, y más tarde en el Campeonato Mundial de Baloncesto Sub-17 de 2016. También participó de la edición de 2018 del Nike Hoop Summit, como representante de Canadá.

### Lituania
En mayo de 2021 el jugador recuperó su nacionalidad lituana, tras haber declarado su intención de jugar para su país natal. Su debut con la Selección de baloncesto de Lituania se produjo en junio de 2022, en un partido amistoso ante Letonia.
En septiembre de 2022 disputó con el combinado absoluto lituano el EuroBasket 2022, finalizando en decimoquinta posición.
Durante agosto y septiembre de 2023 fue integrante de la selección de Lituania que participó en el Mundial de 2023 celebrado en Asia, y que finalizó en sexto lugar.